# セント・ポール大聖堂
- 聖パウロ大聖堂

座標: 北緯51度30分49秒 西経0度05分53秒 / 北緯51.51361度 西経0.09806度

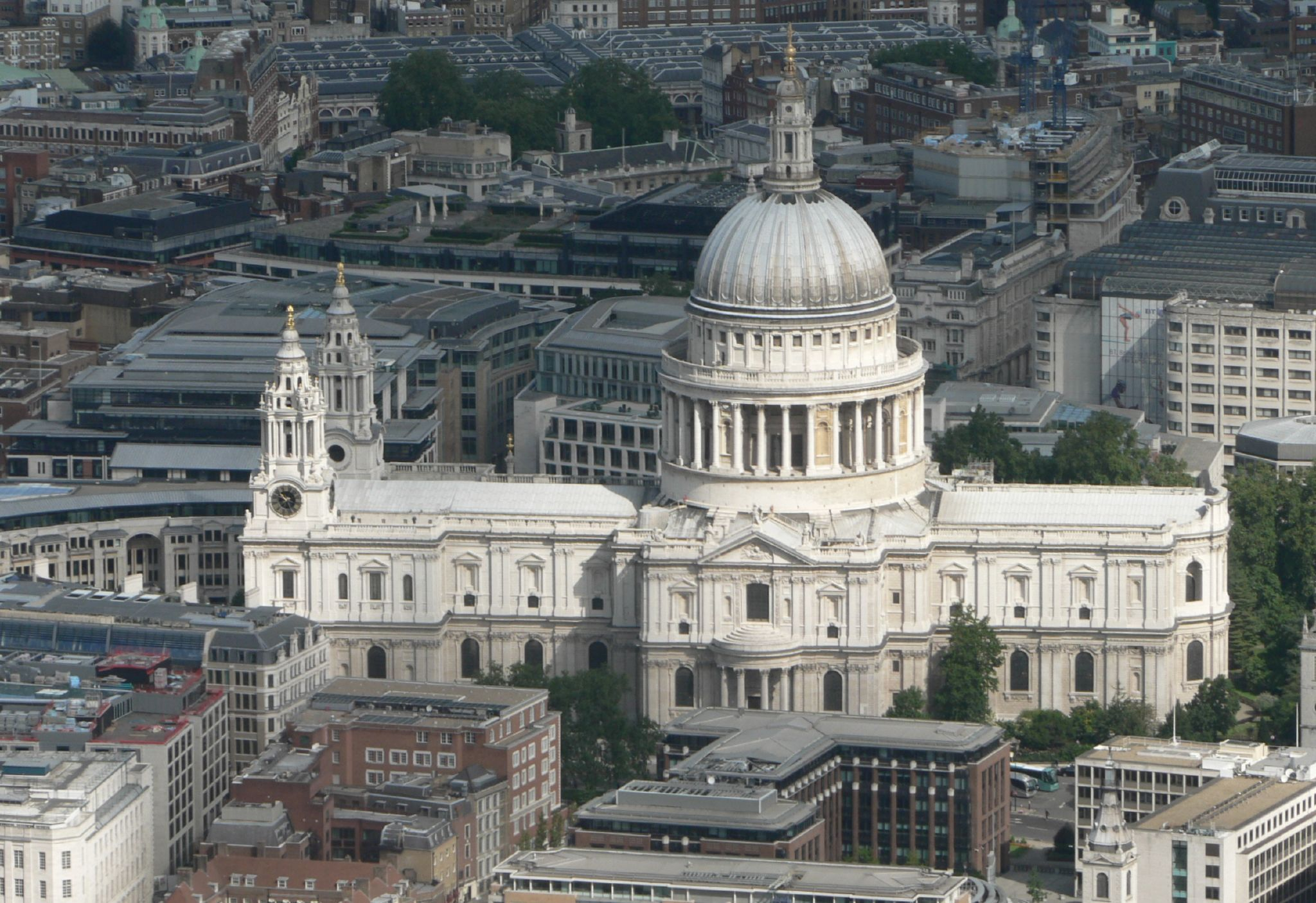
大聖堂の上空写真

セント・ポール大聖堂（セント・ポールだいせいどう、1675～1710年）、もしくは聖パウロ大聖堂（せいパウロだいせいどう、英：St Paul's Cathedral）は、ロンドンの金融街、シティ・オブ・ロンドンにある大聖堂である。イングランド国教会ロンドン教区の主教座聖堂で、聖パウロを記念するものである。イギリス・バロックの代表作。

## 歴史

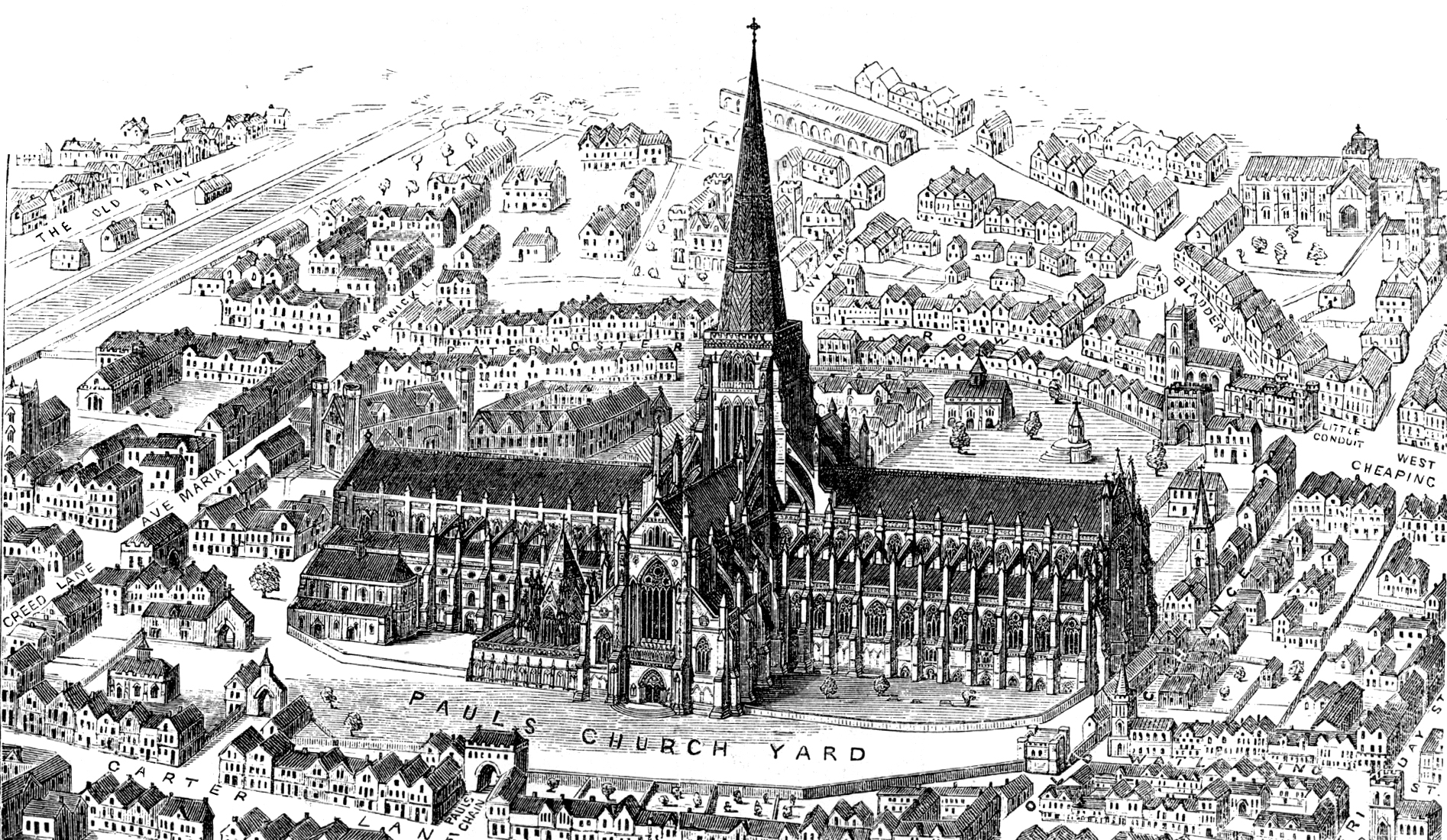
旧セント・ポール大聖堂（1561年）

ロンドン最初のセント・ポール大聖堂は607年頃建設された。この木造の建造物はその後焼失、7世紀後半にかけて石造の聖堂が建てられたが、アングロ・サクソン年代記によると、この2代目セント・ポールは10世紀半はヴァイキングによって焼き払われた。3代目の聖堂はサクソン人によって建てられたが、1087年、再び焼失した。ウィリアム1世によってロンドン主教に任ぜられた主教モーリスによる再建は、1240年まで継続され、ここにいわゆる「旧セント・ポール大聖堂」が完成した。
旧セント・ポール大聖堂は長さ196メートル、幅96メートルと大規模なもので、中央部には木組みで地上高158メートルの尖塔が立てられ、その屋根は鉛葺きで頂点には十字架と鷲が飾られて町のシンボルとなっていた。1447年に尖塔は落雷によって破壊されるが15年後に修築された。しかし、1561年に再び落雷し、大聖堂の屋根全体に延焼する火災へと発展してしまう。その後、エリザベス1世も復旧に関心を寄せたが再建資金は完全には集まらず、屋根だけの復旧に留まった。
17世紀に荒廃した旧セント・ポール大聖堂の再建計画の気運が高まり、イニゴ・ジョーンズやクリストファー・レンがゴシック様式にイタリア・バロックを折衷した再建案をまとめていた。しかし、再建案が実現する前に1666年のロンドン大火によって、旧セント・ポール大聖堂は完全に焼失してしまった。
その後、国王チャールズ2世の勅命により、1675年から35年の歳月をかけて建築されたのが現大聖堂である。設計はクリストファー・レンで、大ドーム及び西側正面にある2つの塔の特徴を持ち、寸法は長さ157m、幅74m、高さ111mである。バロック様式の傑作といわれている。[誰によって?]
中央ドームの 「ささやき回廊」と呼ばれるドーム回廊のフレスコ画はジェームズ・ソーンヒルが描いた。内陣の装飾や木造彫刻はグリンリング・ギボンズの作品。
大聖堂の西正門ファサードは入口に2層柱廊を設け、下層はコリント式、上層はコンポジット式オーダーを採用。柱廊上部のペディメント内は聖パウロがダマスクスで伝道する光景のレリーフ、ペディメントの頂には聖パウロの彫像がある。大聖堂西正門前にはセント・ポール大聖堂の再建当時の君主、アン女王の銅像がある。
1930年代に、歴史的ランドマークであるセント・ポール大聖堂の視覚的独立性を保持するために、シティ内での建物の高さを制限する「セント・ポール・ハイト」と呼ばれる建築基準が定められ、その後に新造される建築物は、高さのみならず建築意匠もセント・ポール大聖堂の景観を損ねないように配慮されている。
1941年の第二次世界大戦下、ドイツ軍による空爆の際に大聖堂も甚大な損壊を受けたが、当時の首相ウィンストン・チャーチルが「セント・ポールは、まだ建っているかね」と尋ねた言葉は有名である。

## 教会、観光スポット、式典舞台

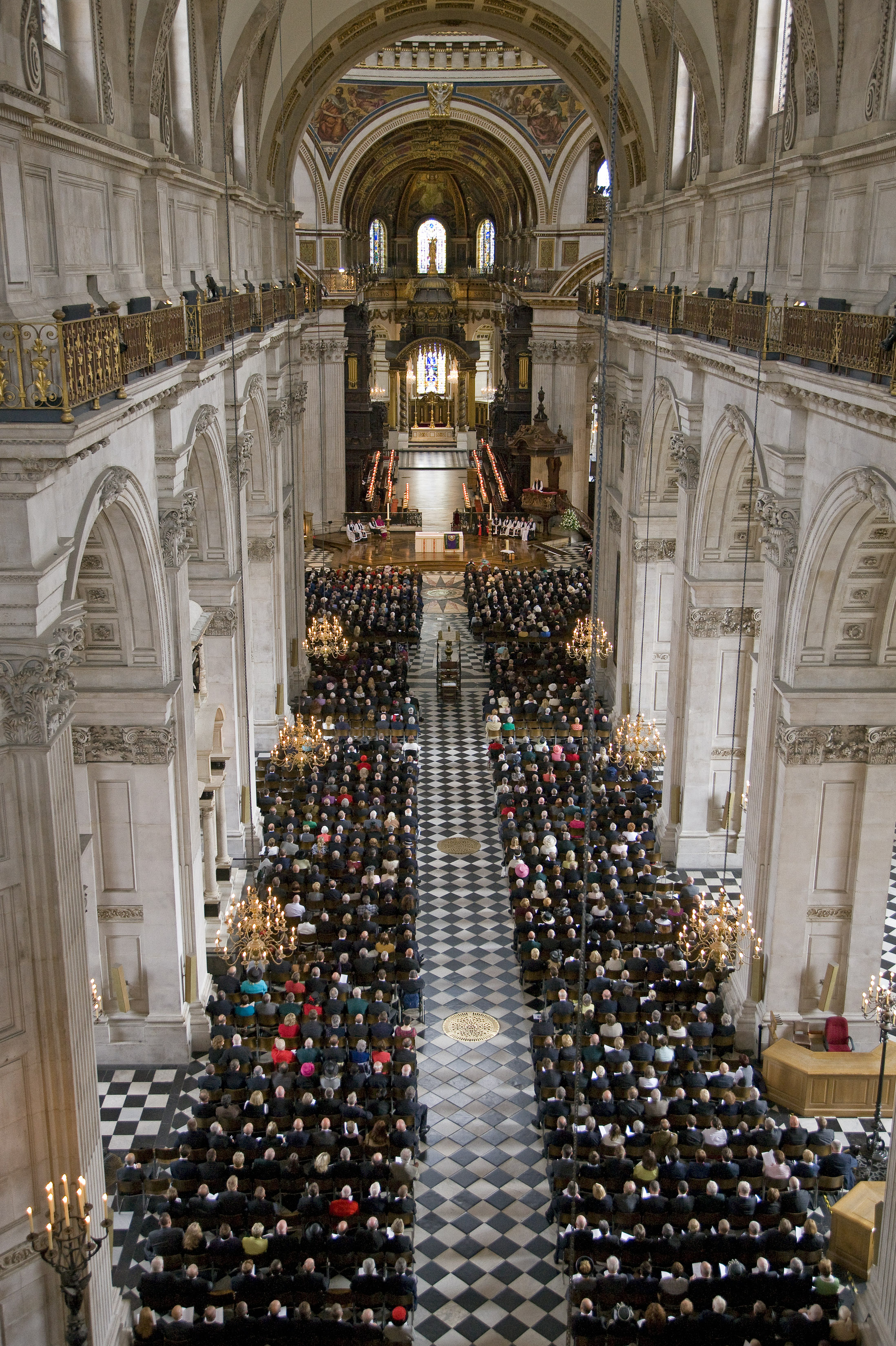
2008年のイギリス軍の式典

大聖堂には毎日5回の礼拝が行なわれ、特別の聖日にはその回数がさらに多くなる。
礼拝以外、大聖堂見学には入場料が必要となった。大聖堂の床から85メートルの高さにあるドーム上の塔の付け根部分まで階段で上がることができ、そこからロンドン市内を一望することが可能である。
ウェストミンスター寺院が「イギリス王室の菩提寺」とたとえられるのに対して、セント・ポール大聖堂は「市民の大聖堂」として古くからロンドン市民に親しまれてきた。セント・ポール大聖堂は英国が関わった二度の世界大戦の勝利を祝賀する式典の場とされてきた。古くはエリザベス1世女王による無敵艦隊撃滅記念式典がある。20世紀に入って王室との繋がりはますます強くなり、また、荘厳な伝統行事は次々と加えられ、国家的、国民的象徴としての重みはますます強くなっていった。
- 1965年1月30日：ウィンストン・チャーチル元首相の葬儀がエリザベス2世女王臨席のもと、セント・ポール大聖堂にて行われた。
- 1981年7月29日：チャールズ3世（当時皇太子）およびダイアナ妃の結婚式が行われた。
- 2001年9月14日：アメリカ同時多発テロ事件の犠牲者を追悼する式典が行われた。
- 2013年4月17日：マーガレット・サッチャー元首相の葬儀。エリザベス2世女王およびエディンバラ公フィリップ王配参列。

## クリプト
聖堂地下室の納骨堂には、セント・ポール大聖堂の再建者であるクリストファー・レンの墓、アレクサンダー・フレミング、ジョン・エヴァレット・ミレー、ジョン・ダンといった著名人が眠る。大聖堂の建築家、クリストファー・レンの墓の壁面には、ラテン語で「LECTOR SI MONUMENTUM REQUIRIS CIRCUMSPICE」(「読ム人ヨ、モシ記念碑ヲ求メルナラバ、回リヲ見マワセ」)  と刻まれている。
中央の、ちょうどドームの真下あたりには、ひときわ大きな大理石棺が安置されている。これは、ホレーショ・ネルソン提督の墓である。

### 埋葬者一覧
- アーサー・ウェルズリー
- アーサー・サリヴァン
- アレクサンダー・フレミング
- エドウィン・ランドシーア
- カスバート・コリングウッド
- クリストファー・レン
- ジェレマイア・クラーク
- ジョージ・ウィリアムズ (YMCA)
- ジョージ・クルックシャンク
- ジョシュア・レノルズ
- ジョゼフ・マロード・ウィリアム・ターナー
- ジョン・エヴァレット・ミレー
- ジョン・オブ・ゴーント
- ヘンリー・ムーア
- ホレーショ・ネルソン
- ヨハン・ハインリヒ・フュースリー

## ギャラリー

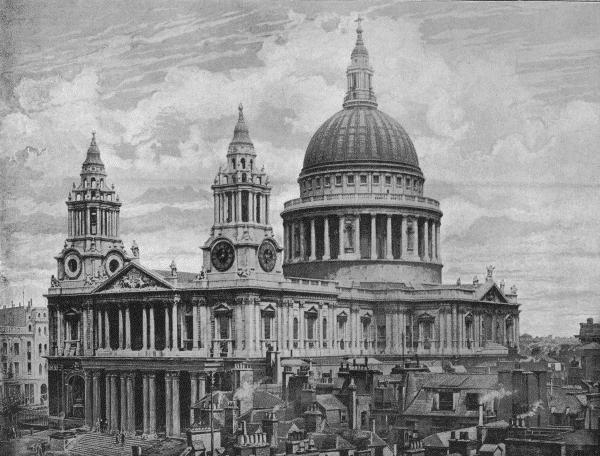
1896年当時のセント・ポール大聖堂
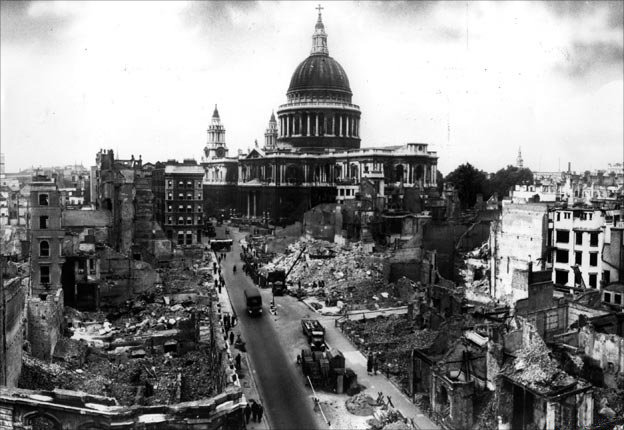
1941年、ドイツ軍の空襲の被害を受けた大聖堂とその周辺の様子
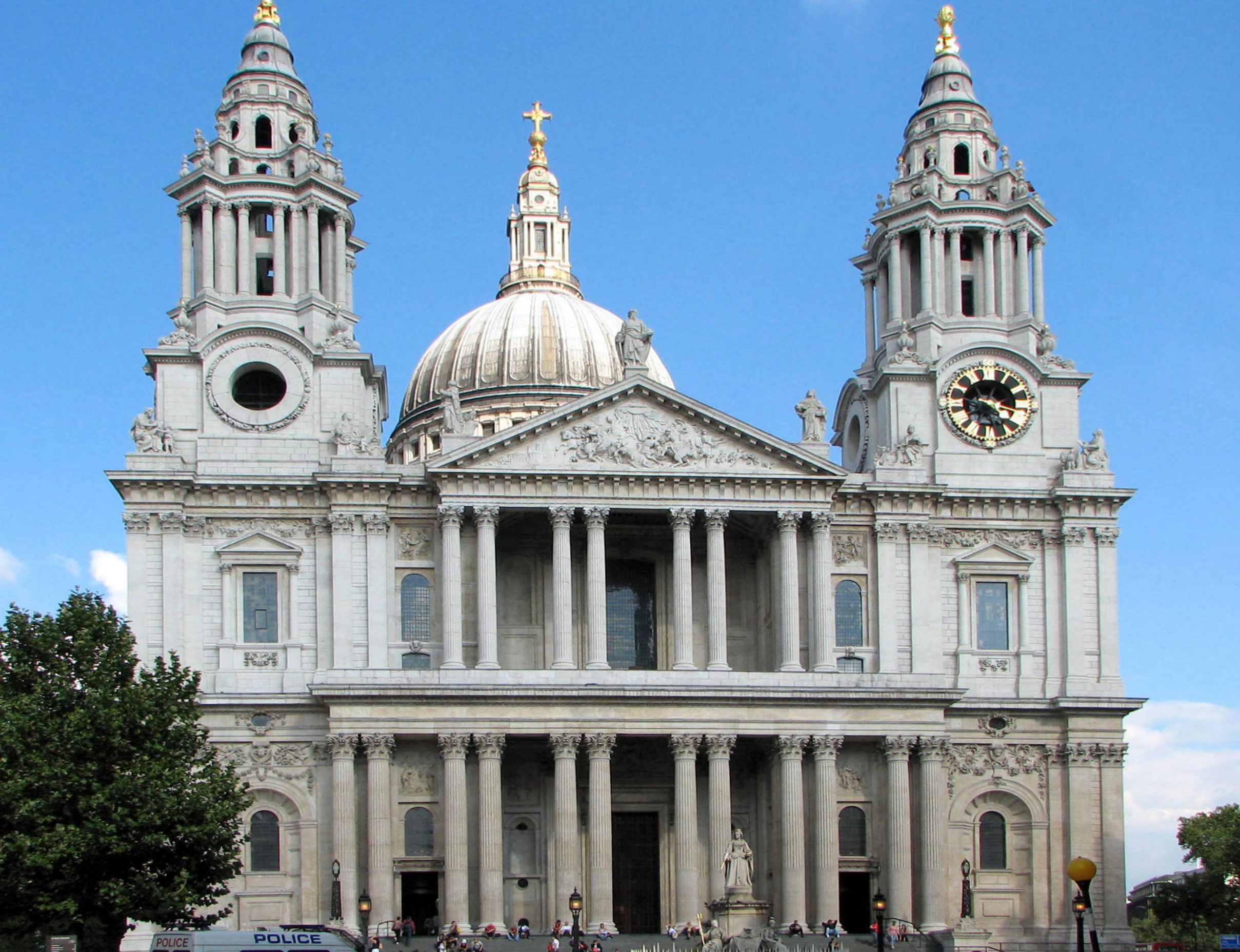
西側の大聖堂正面
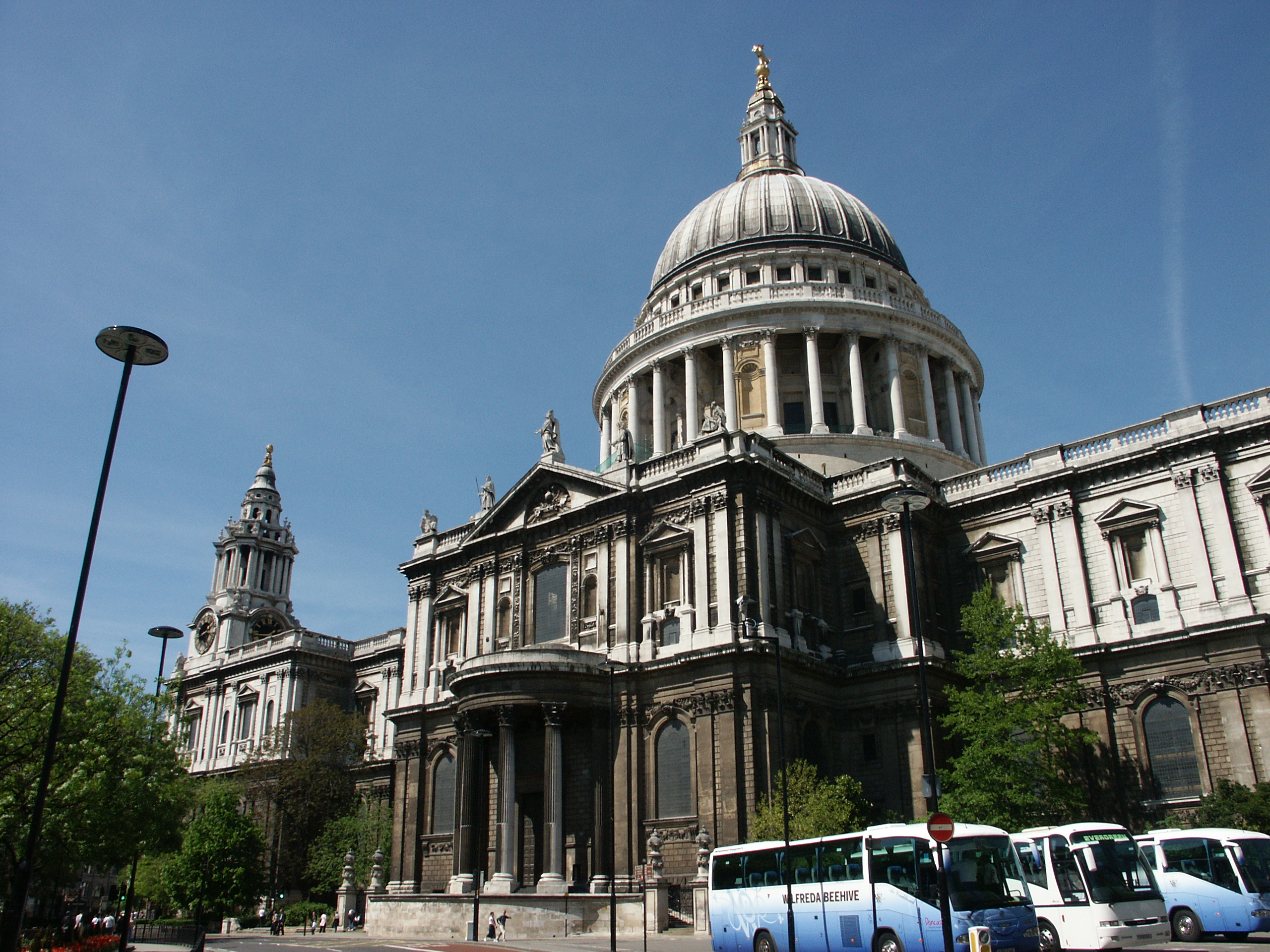
大聖堂北側
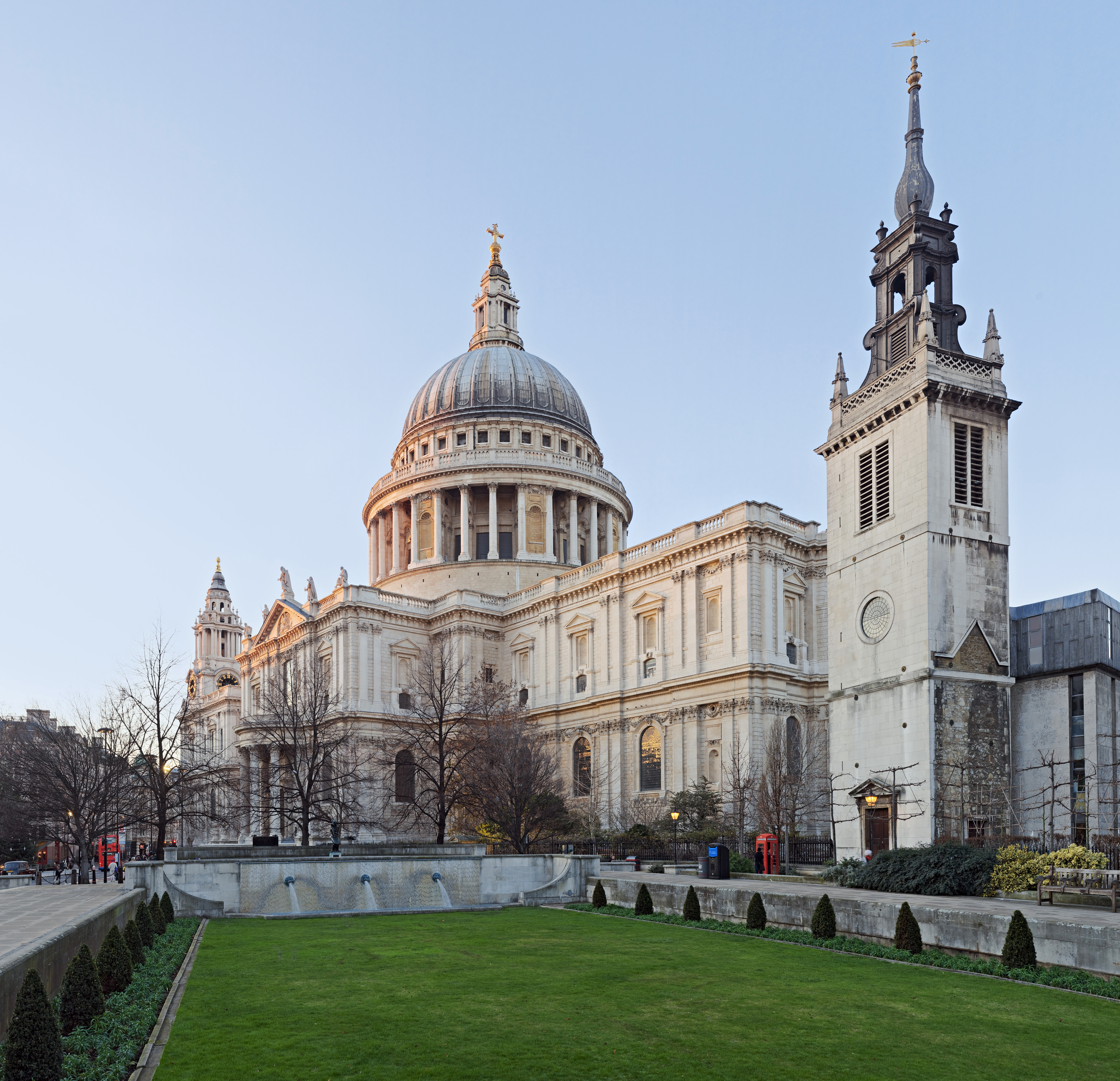
大聖堂東側
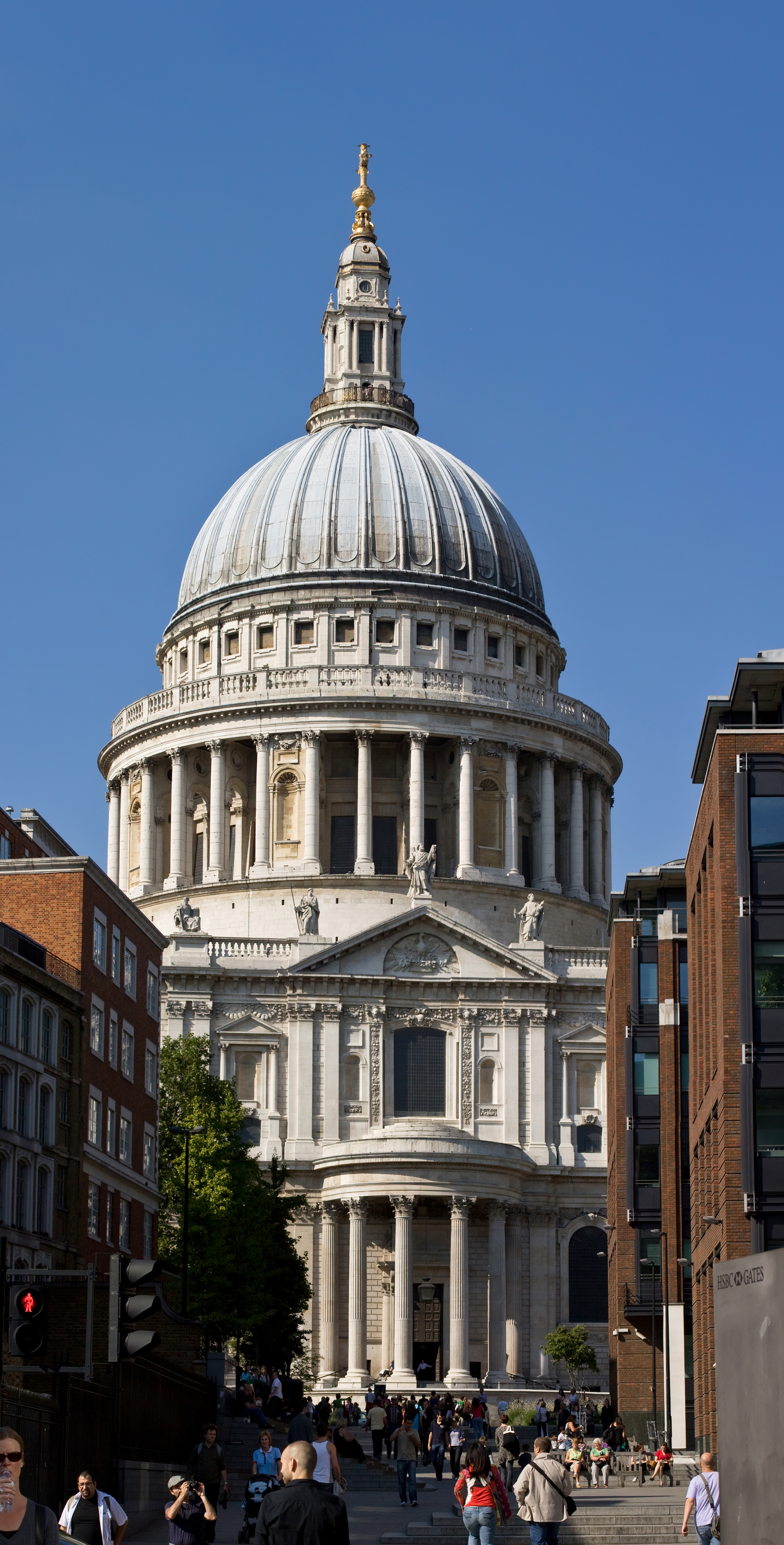
大聖堂南側
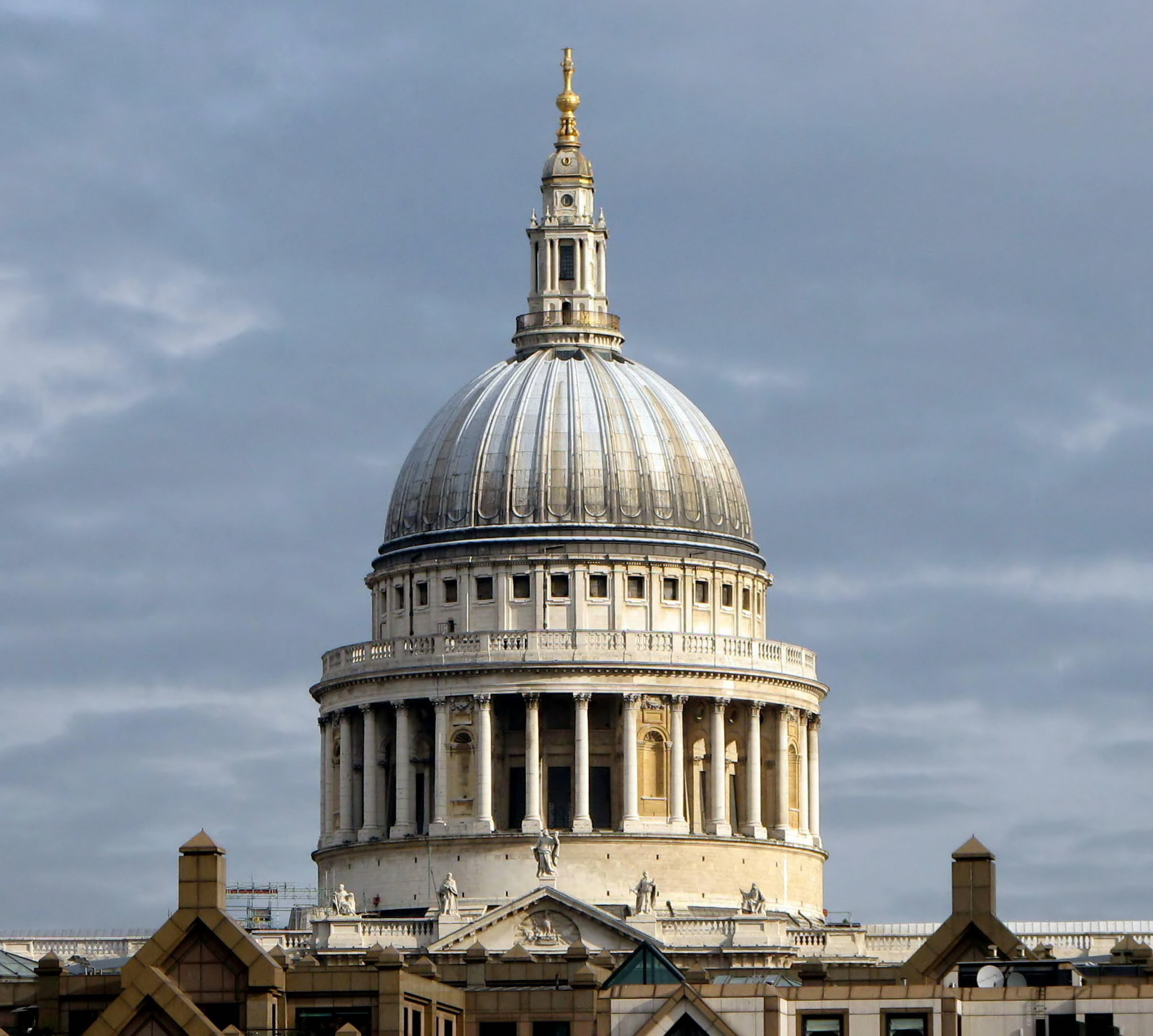
ドームの外観
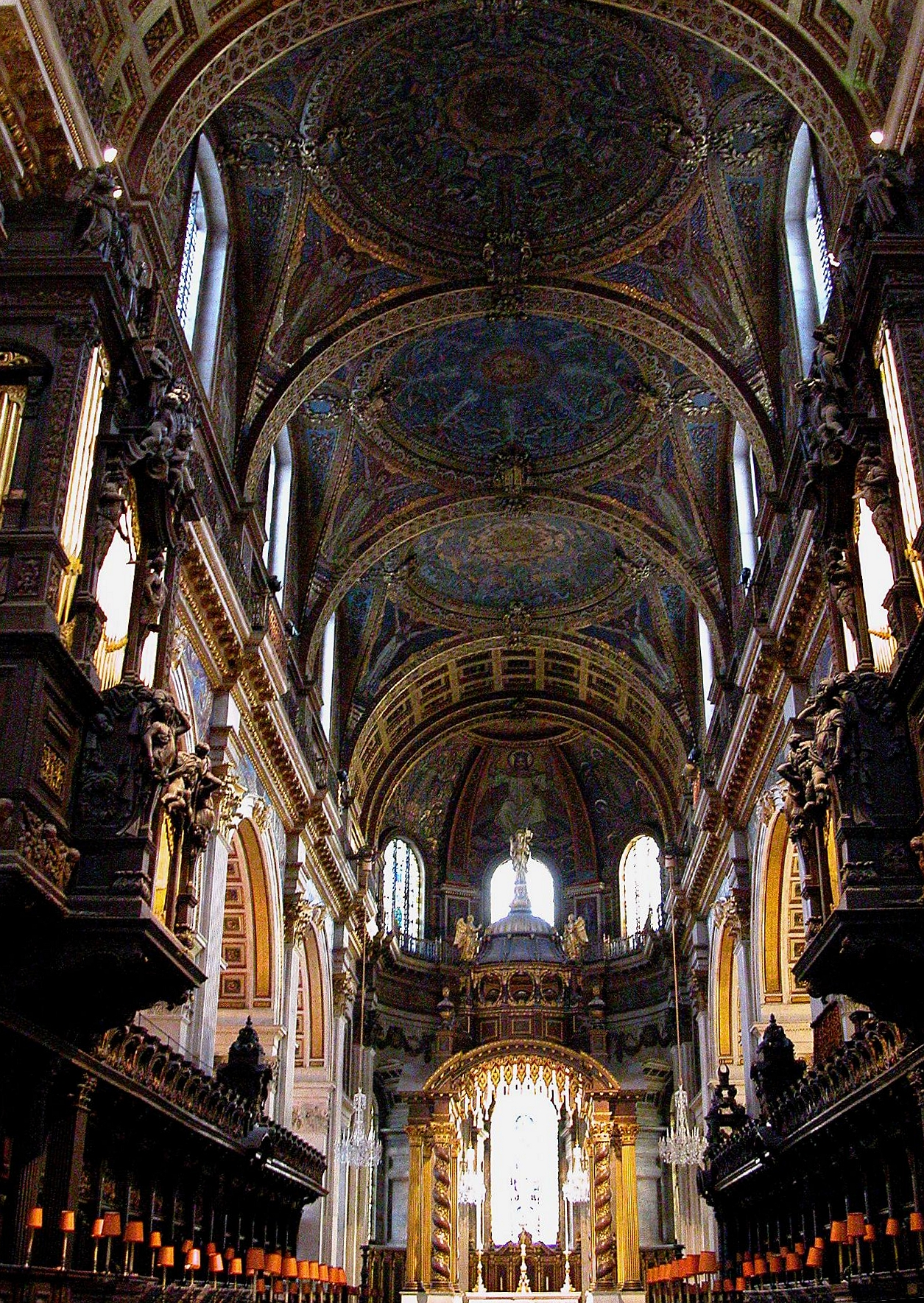
大聖堂内部の様子
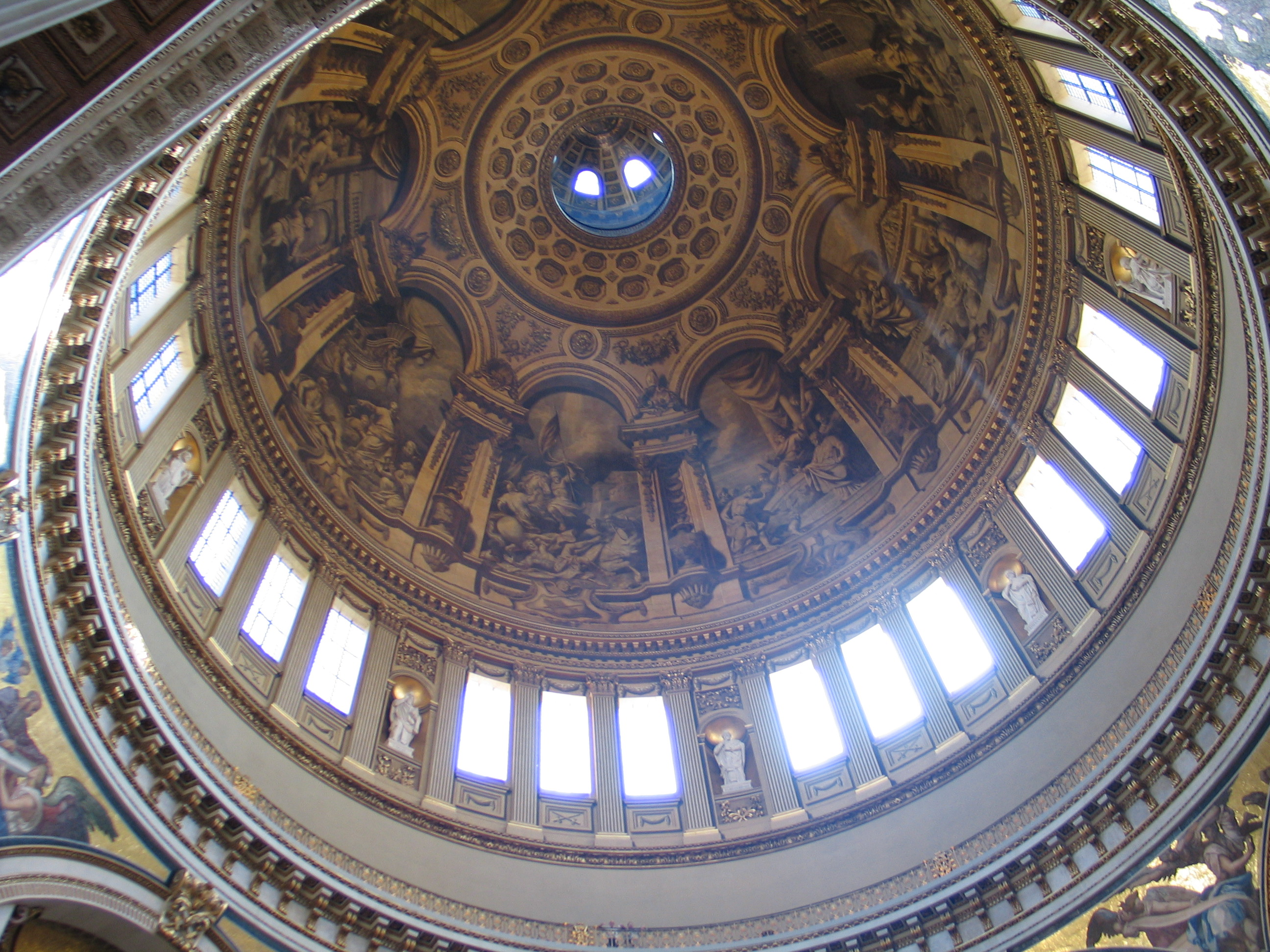
大聖堂内部からドームを見上げた様子
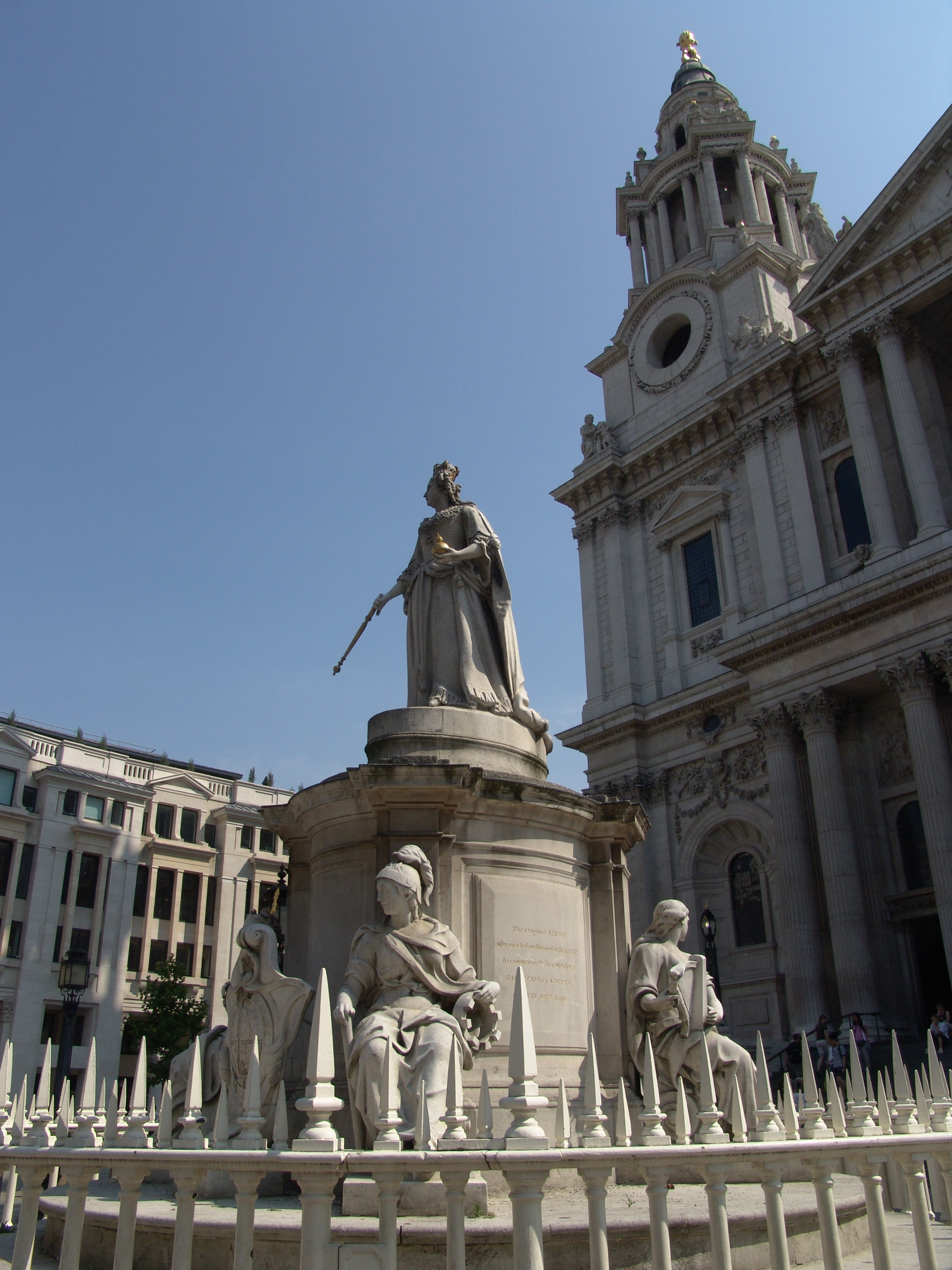
西側の広場にあるアン女王像
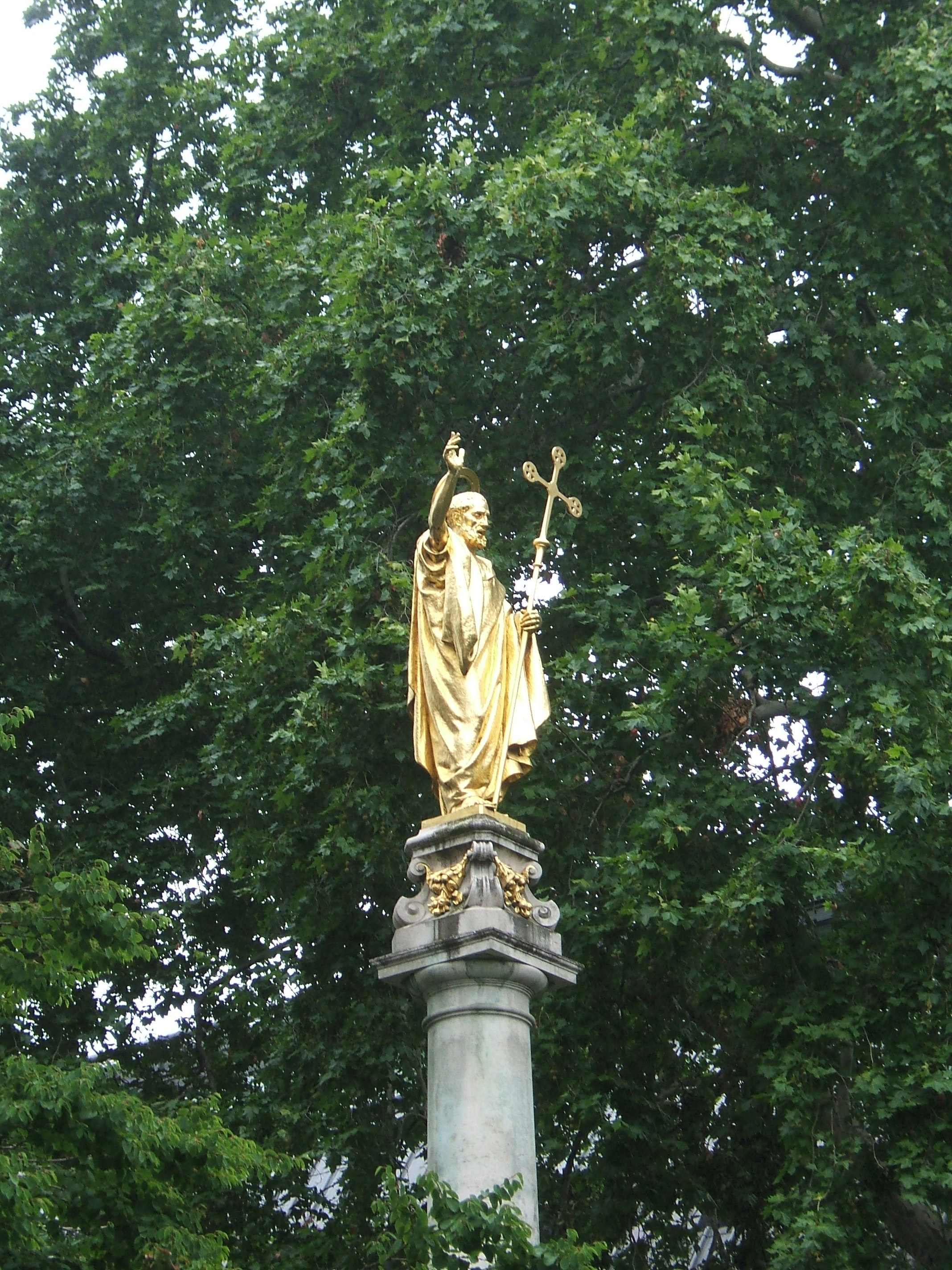
聖パウロ像
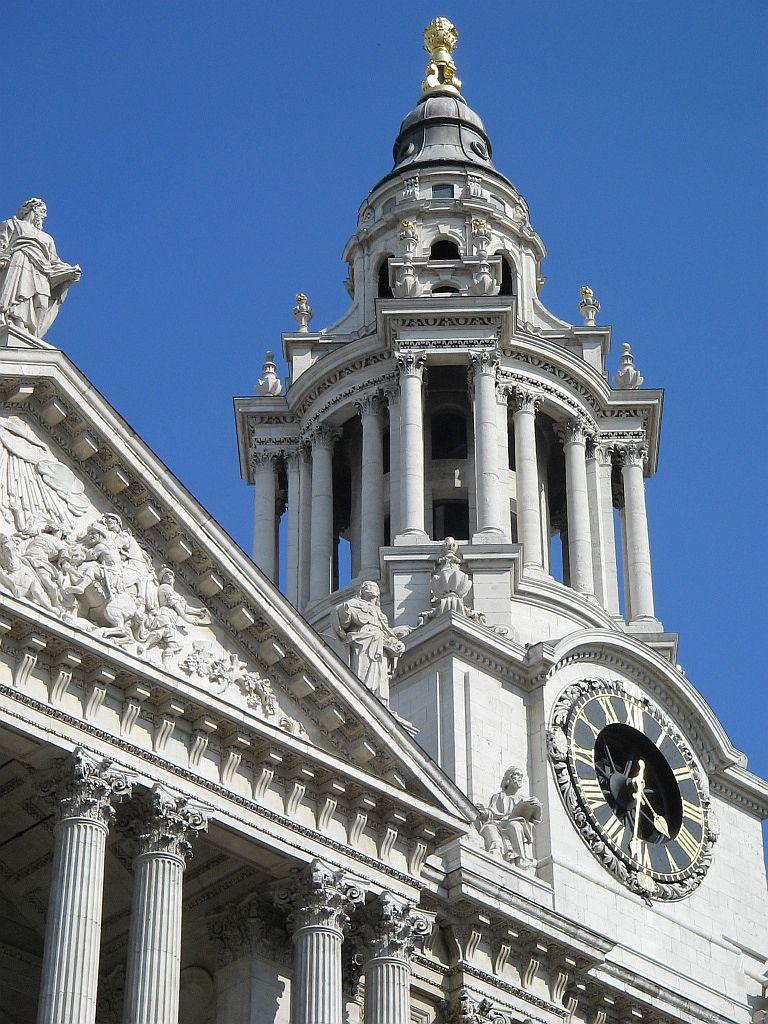
時計塔
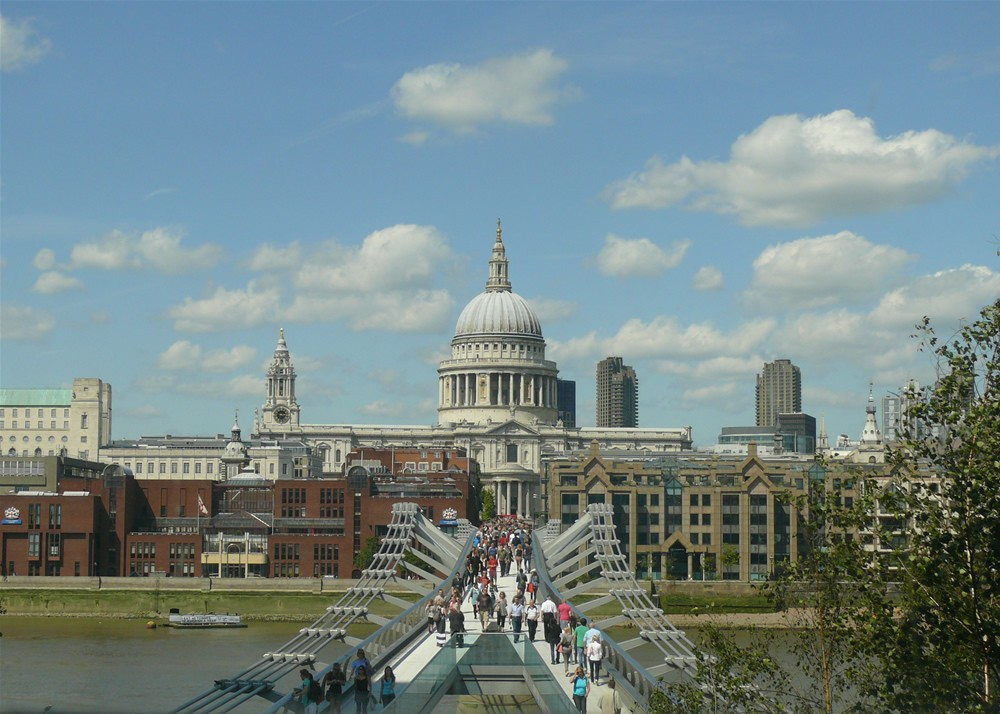
ミレニアム・ブリッジから見た大聖堂 (昼)
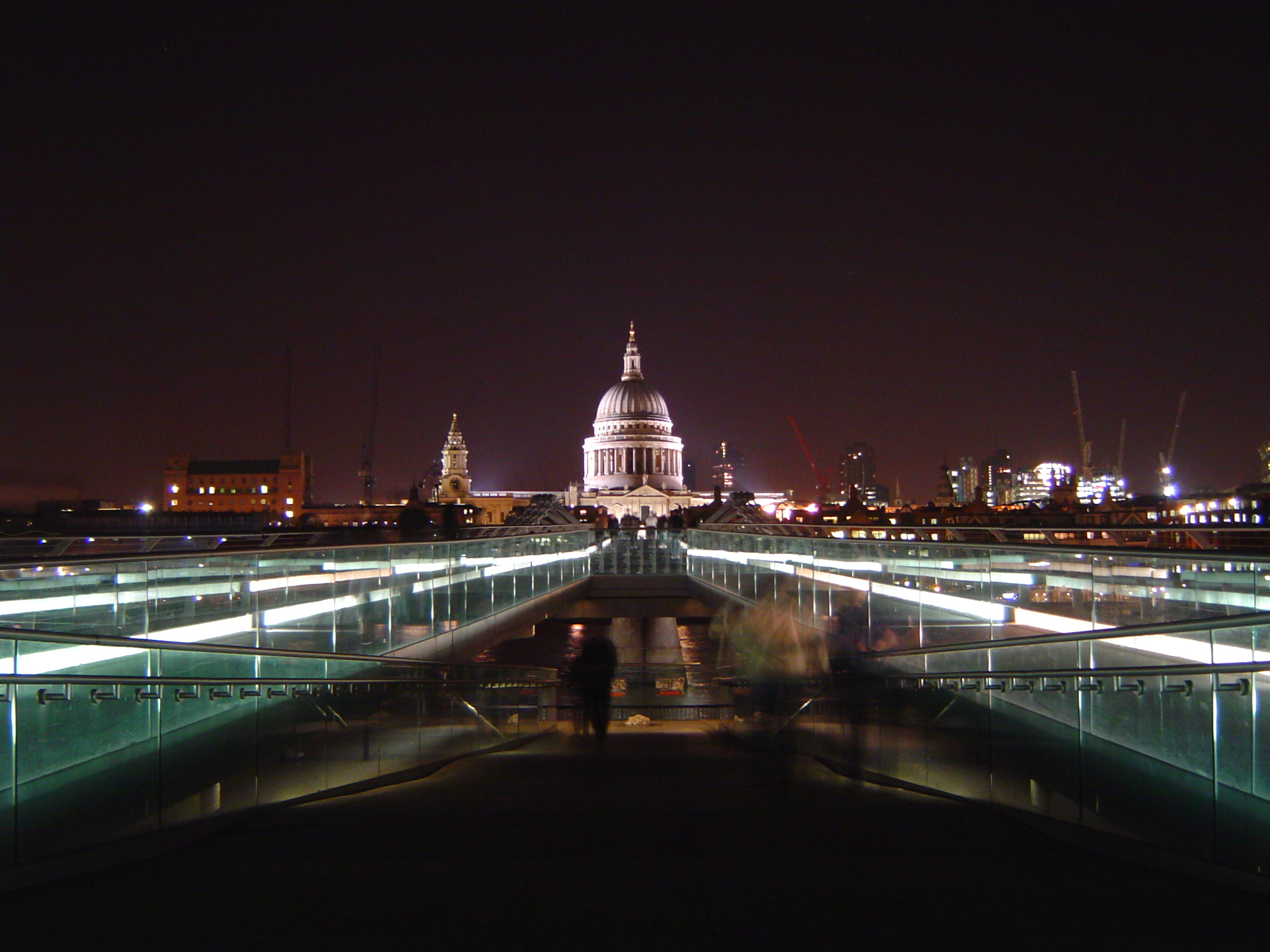
ミレニアム・ブリッジから見た大聖堂 (夜)
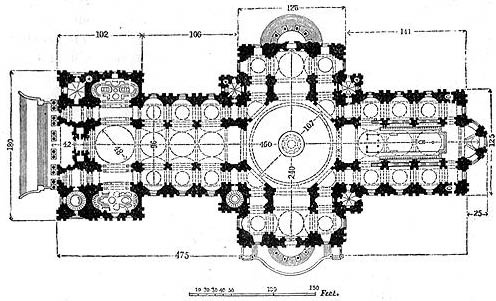
大聖堂の設計図